# Melanie Garside
Melanie Garside är en engelsk artist, bland annat i bandet Mediaeval Baebes och duon Huski. Hon har även gett ut skivor som soloartist. Hon är yngre syster till KatieJane Garside, sångerska i Queen Adreena.

## Diskografi
- Fossil, 1996 (som Melanie Garside)
- Eradicate Apathy, 2003 (som medlem i The Vertigo Angels)
- Chasing Eva, 2004 (som Maple Bee)
- Mirabilis, 2005 (som medlem i Mediaeval Baebes)
- The Butcher and the Butterfly (som tillfällig medlem i Queen Adreena)